# Лондонский договор (1867)

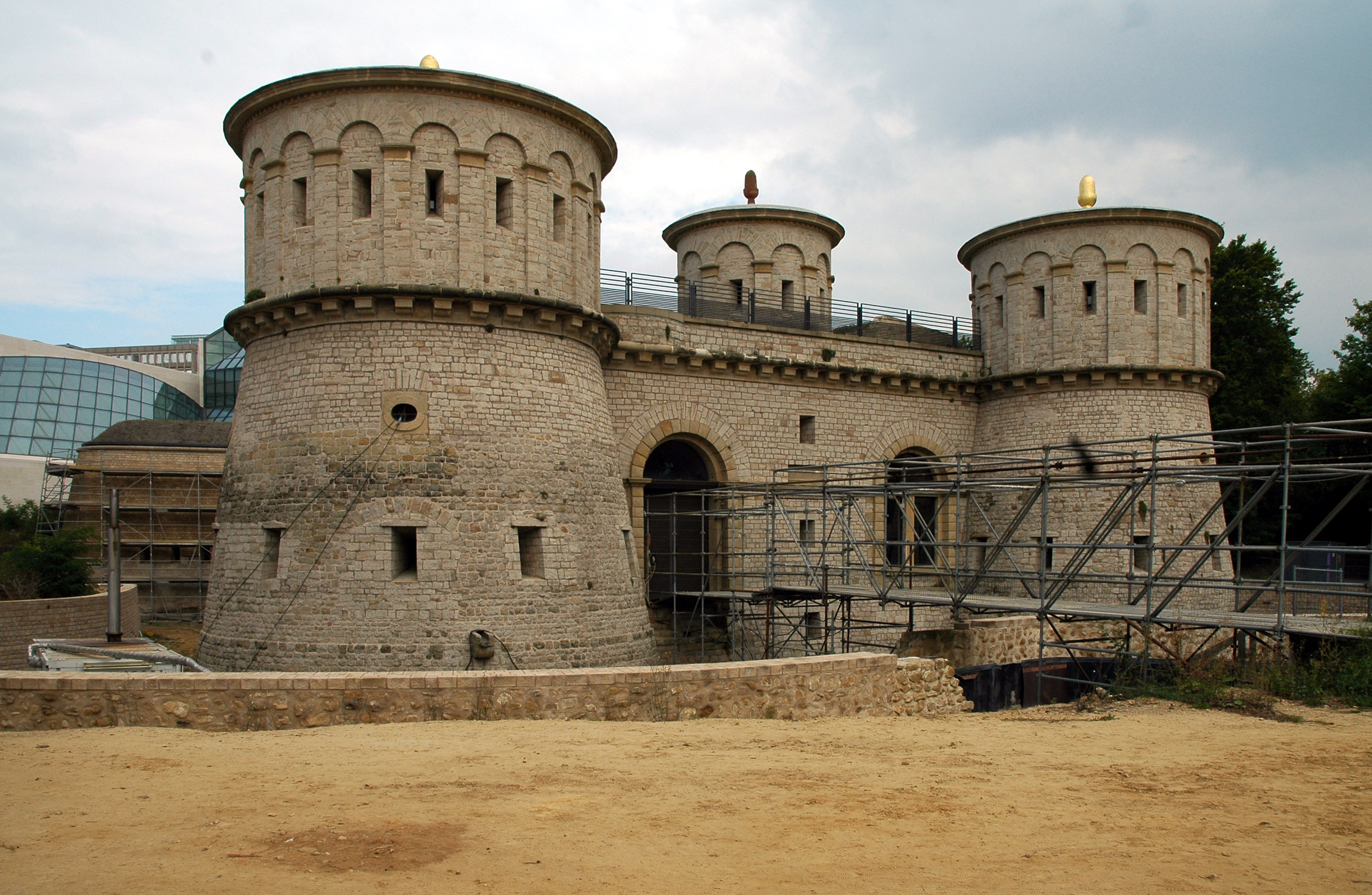
Крепость «Три жёлудя» в городе Люксембург, снесённая по условиям Лондонского договора, была воссоздана в 1990-е годы

Лондонский договор — соглашение, устанавливающее нейтральный статус независимого Люксембурга. Конференция великих держав была созвана 11 мая 1867 года для разрешения Люксембургского вопроса (спора Франции и Пруссии о политической судьбе Люксембурга). По её итогам между Францией и Пруссией (в лице А. Бернсторфа) и был заключён договор.

## Предыстория
В 1842 году существенно уменьшившийся в размерах Люксембург стал членом Таможенного союза германских государств, основанного в 1834 году. Распад Германского союза в 1866 году только подогрел интерес прусских властей к укреплению своих военных позиций в Люксембурге, что начало раздражать французские власти. Король Нидерландов Вильгельм III, связанный с герцогством личной унией, также опасаясь усиления Пруссии, в оперативном порядке предложил продать свои права на великое герцогство Наполеону III. Прусское правительство во главе с Бисмарком и Мольтке заявило о своём намерении в случае заключения сделки объявить войну Франции.

## Содержание договора
Вторая Лондонская конференция была созвана в мае 1867 года. После долгих переговоров в сентябре 1867 года был подписан собственно Лондонский договор. По его условиям провозглашался вечный нейтралитет Люксембурга во главе с монархом дома Нассау, прусский гарнизон был выведен из герцогства, а неприступная крепость над рекой Альзет была разрушена. Фактически речь шла о полной демилитаризации Люксембурга (герцогу было разрешено содержать пограничную охрану числом не более 300 человек). Герцогство Лимбург признавалось неотъемлемой частью Нидерландов.

## Последствия
Несмотря на решение Люксембургского вопроса, другие накопившиеся противоречия сделали Франко-прусскую войну неизбежной. Нейтралитет Люксембурга нарушался дважды немецкой стороной в 1914 и 1941 годах, но был восстановлен в 1944 году. После 1945 года Франция хотела предоставить подобный Люксембургу нейтральный статус немецкой земле Саар, однако по результатам референдума большинство саарцев высказались за воссоединение с Германией.